# I Saw Her Standing There
I Saw Her Standing There (Lennon/McCartney) är en låt från 1963 av The Beatles.

## Låten och inspelningen
Den andra låten som spelades in vid den pressade sessionen 11 februari 1963. 
John Lennon påstod långt senare att Paul McCartney skrivit det mesta av låten medan denne hävdar att han och Lennon skrev den i stort sett tillsammans. Lennon hade fått McCartney att ändra andra raden "Never been a beauty queen" till "You know what I mean". Efter att ha rivit av There's a Place ägnade man hela förmiddagen den dagen åt denna låt. George Harrison spelar sitt första solo på en Beatlesskiva just här.
Låten kom även att (med sin inräkning) inleda LP:n Please Please Me (utgiven i England 22 mars 1963) medan den i USA ingick på en LP vid namn Introducing... The Beatles (utgiven 22 juli 1963).  

## Musiker
- Paul McCartney - sång, bas, handklappning
- John Lennon - kompgitarr, stämsång, handklappning
- George Harrison - gitarr, handklappning
- Ringo Starr - trummor, handklappning

Medverkande enligt Ian MacDonald.